# Новое Ерёмкино
Но́вое Ерёмкино — село в Ставропольском районе Самарской области. Административно входит в сельское поселение Пискалы.

## География
Село к северо-востоку от города Тольятти. Связано автомобильными дорогами с селами Пискалы и Узюково.

## Ссылки

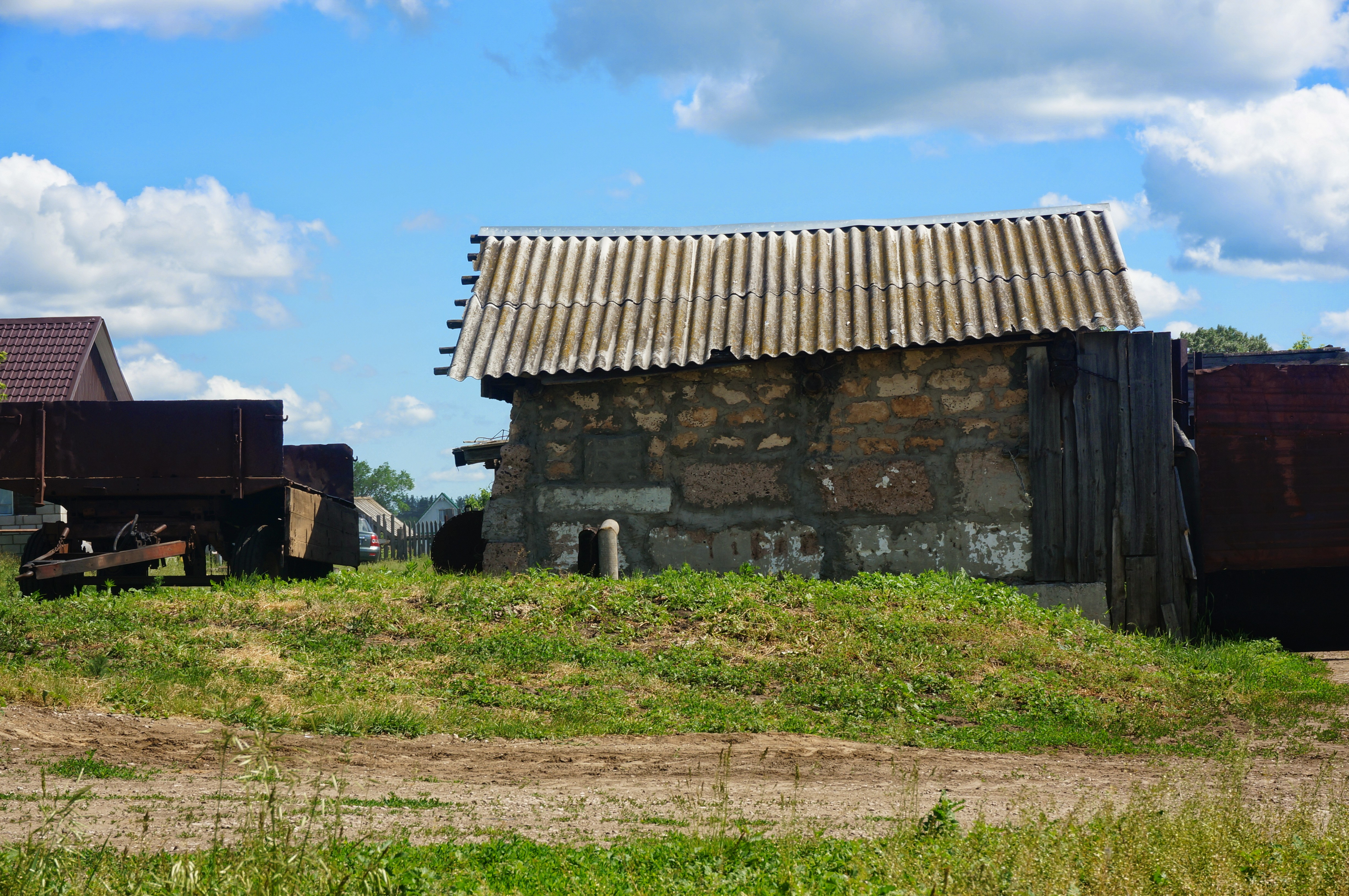
Сельские постройки
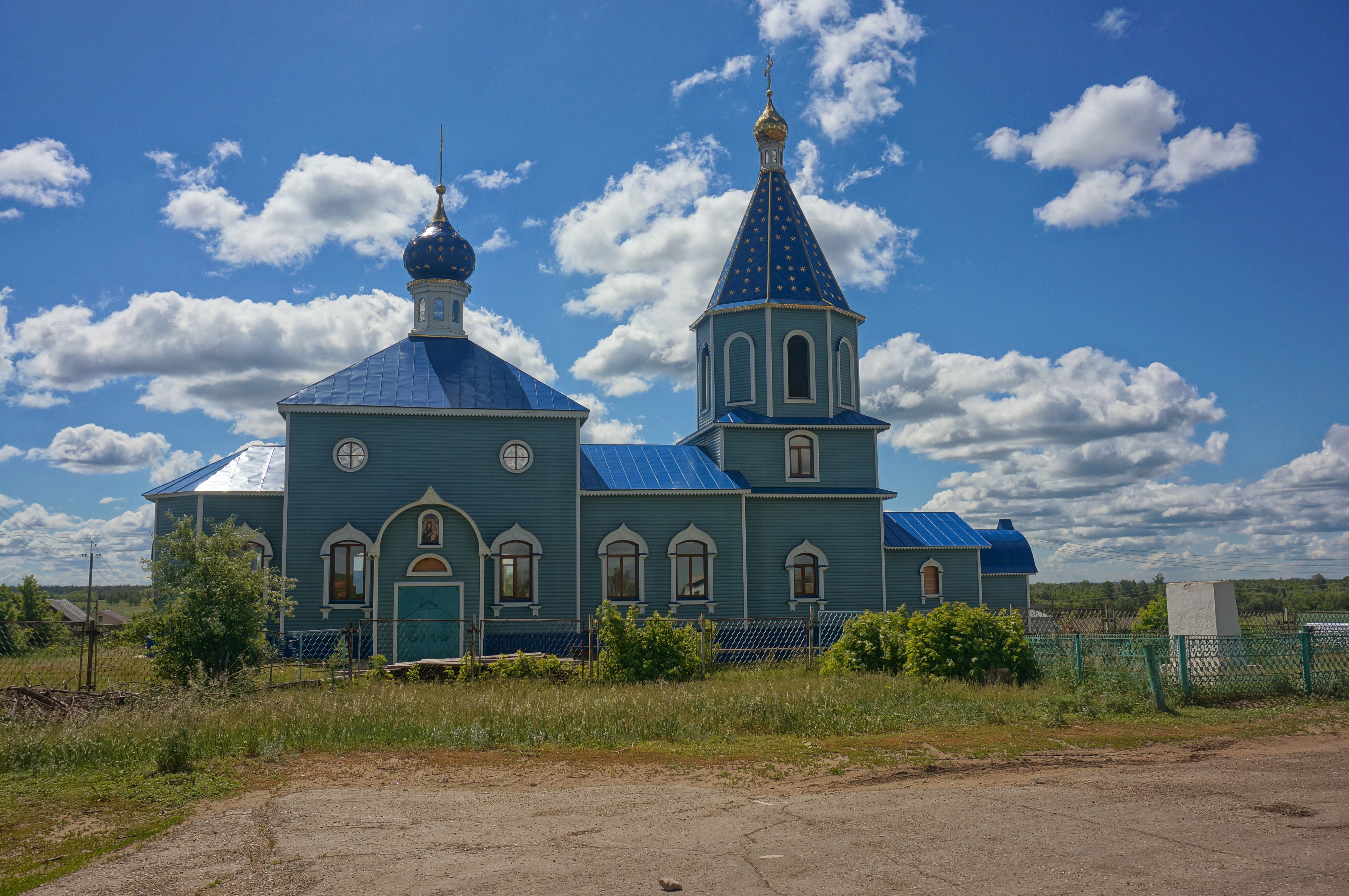
Храм Архангела Михаила
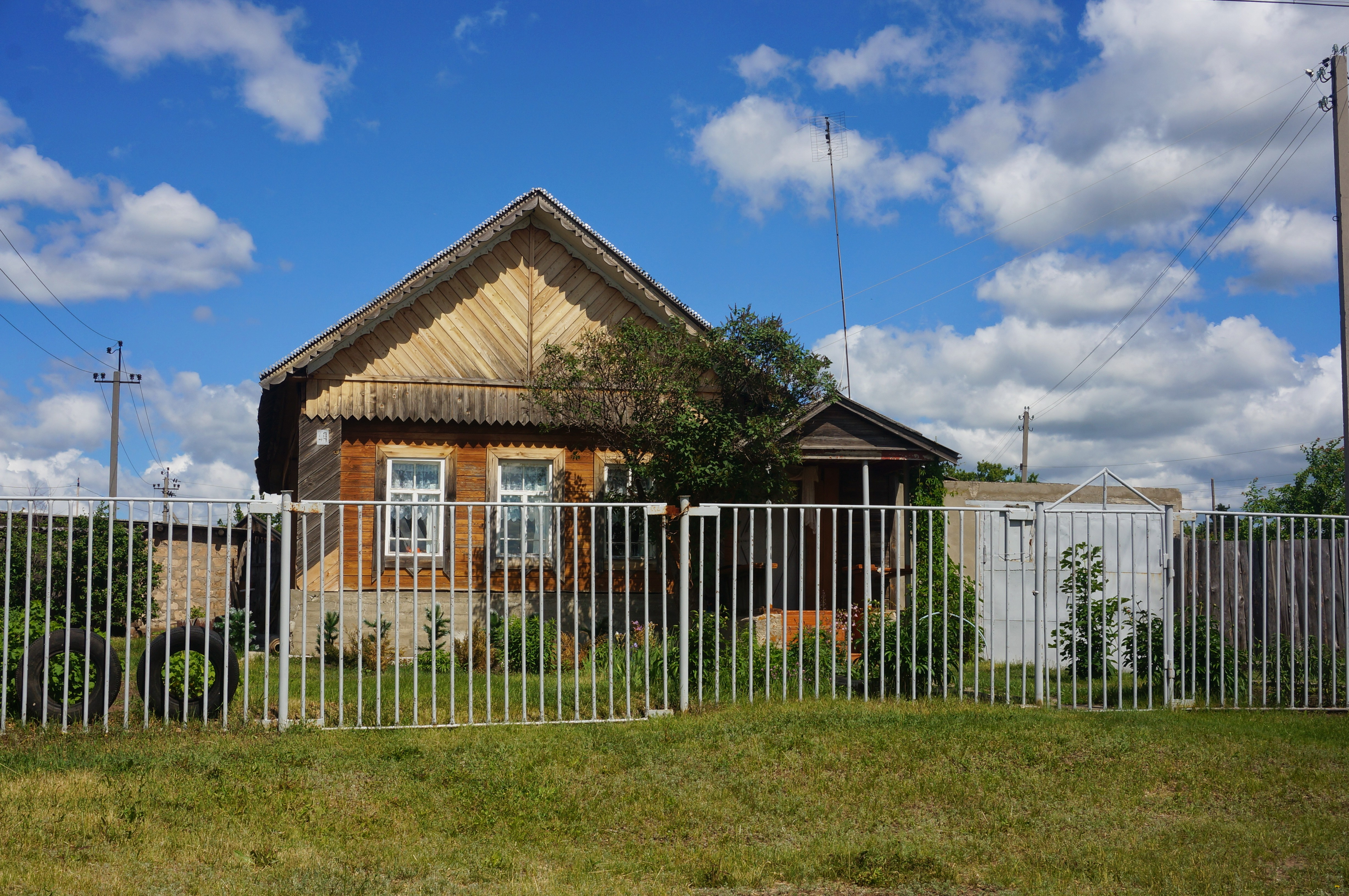
Типичный жилой дом
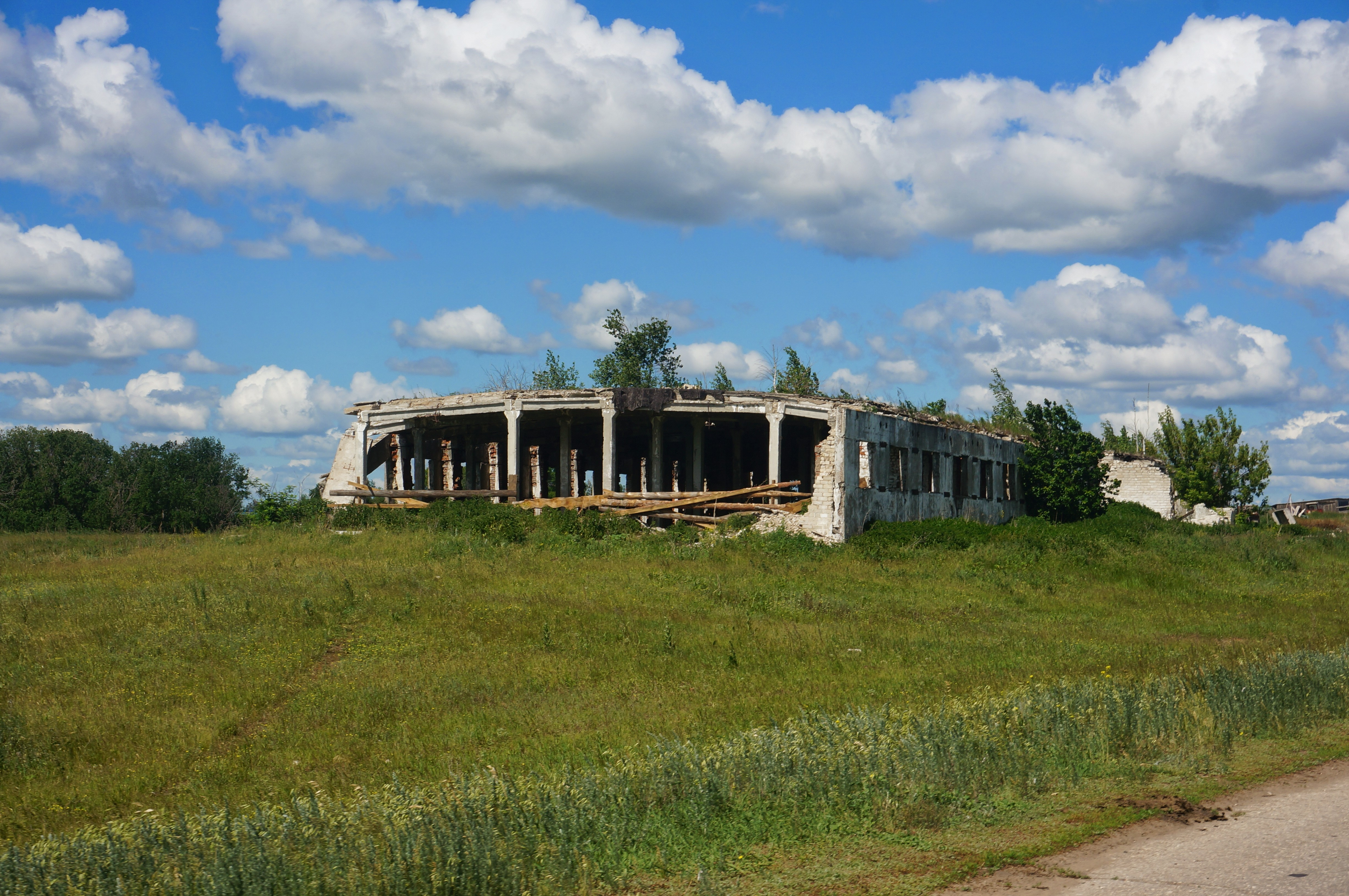
Заброшенная ферма

## Население
| Год  | Численность | Численность |
| ---- | ----------- | ----------- |
| 1859 | 1230        | [ 3 ]       |
| 1889 | 1695        | [ 4 ]       |
| 1897 | 1925        | [ 5 ]       |
| 1910 | 2388        | [ 6 ]       |
| 2010 | 282         | [ 1 ]       |